# Najas minor
Petite Naïade, Naïade mineure
Pour les articles homonymes, voir Naïade (homonymie).
Espèce
Synonymes
- Aegle fragilis Dulac, 1867
- Caulinia fragilis Willd., 1798
- Caulinia minor (All.) Coss. & Germ., 1845
- Ittnera minor (All.) C.C.Gmel., 1808
- Najas fragilis Rostk. & W.L.E.Schmidt, 1824
- Najas heteromorpha Voigt, 1845
- Najas subulata Thuill., 1799[1]

Statut de conservation UICN

 LC  : Préoccupation mineure
Najas minor, de nom commun Naïade mineure ou Petite naïade, est une plante aquatique annuelle du genre Najas, de la famille des Hydrocharitaceae. Originaire d'Europe, la plante a été introduite en Amérique du Nord où elle est maintenant considérée comme invasive.

## Étymologie du nom
La petite naïade étant une plante aquatique, le terme Najas est dédié à la nymphe Naïs, divinité des cours d’eau.

## Description

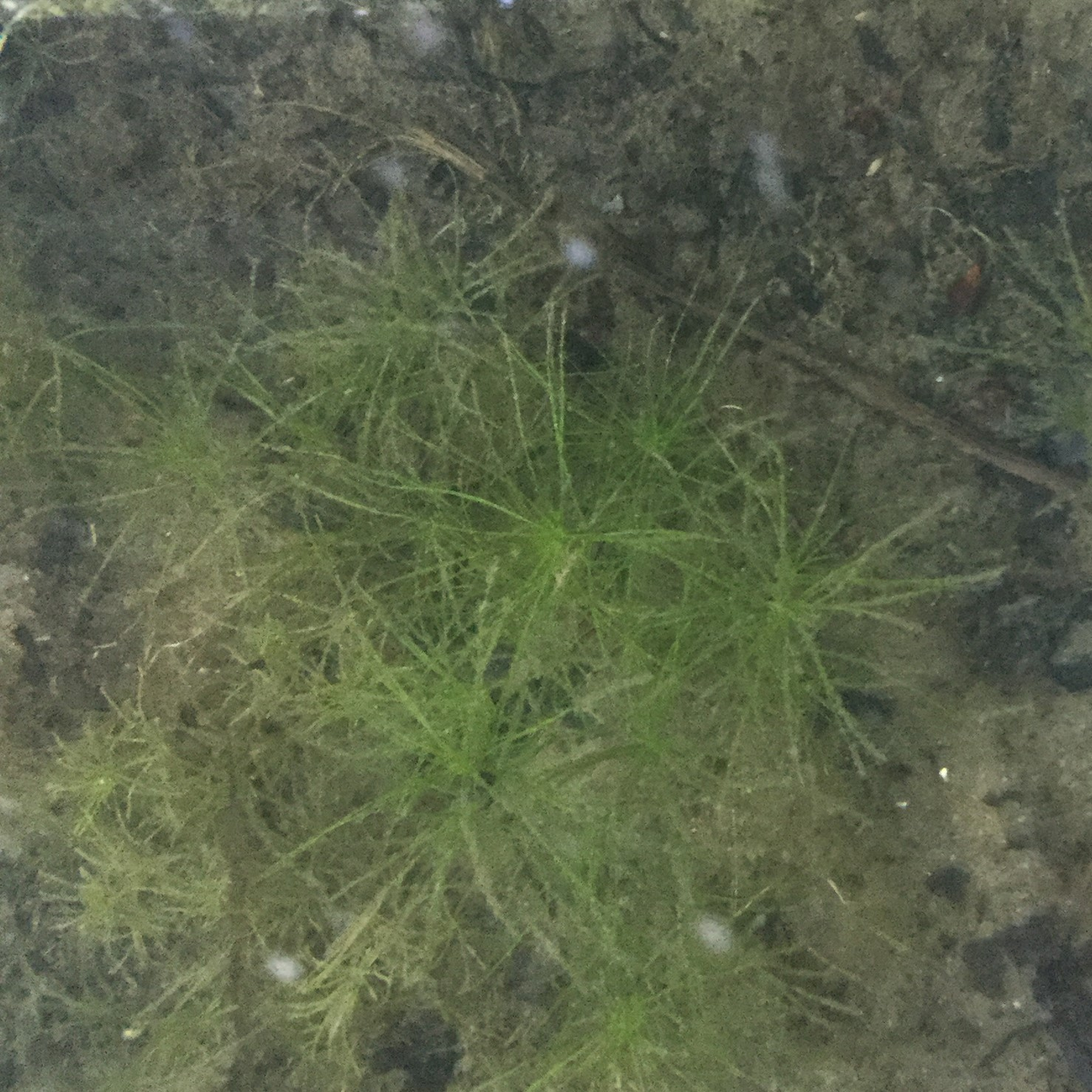
Touffe.

### Appareil végétatif
Cette plante aquatique forme des touffes bien développées, mesurant généralement de 10 à 25 cm. Les tiges sont filiformes, lisses, grêles, à ramification dichotomique, densément feuillées à leur extrémité. Les feuilles linéaires, très étroites (moins de 1 mm), mesurent de 1,5 à 3 cm de long, sont sessiles et opposées ou verticillées par trois, généralement arquées, à gaines pourvues d'oreillettes finement dentées et ciliées. Le limbe foliaire est lisse, vert foncé, à bords dentés épineux, plus ou moins recourbés.

### Appareil reproducteur
C'est une plante habituellement monoïque ; les fleurs mâles sont entourées d'une spathe verdâtre, groupées à l'aisselle des feuilles, constituées d'une seule étamine à une seule loge ; les fleurs femelles n'ont pas de spathe et sont à deux styles. Le fruit est aréolé-strié, d'environ 3 mm de longueur. 

## Caractéristiques
La floraison se déroule de juin à août. Hydrothérophyte, c'est l'une des rares phanérogames aquatiques annuelles. La pollinisation est intra-aquatique. Les graines sont disséminées par l'eau ou parfois par divers animaux tels que les oiseaux.
La plante est assez erratique ; le maintien des populations d'une année sur l'autre dépend directement du succès de la reproduction.

## Répartition
La petite naïade est présente dans presque toute l'Europe, au nord jusqu'en Belgique et en Russie, mais est absente des îles atlantiques et méditerranéennes ; on la rencontre aussi en Asie mineure, en Mésopotamie et jusqu'en Afghanistan, également au Maghreb. En France, elle n'est pas fréquente, mais répartie un peu partout ; elle est cependant plus rare dans le nord et le nord-ouest.
Elle a été introduite en Amérique du Nord, où elle devenue une plante invasive.

## Habitat et écologie

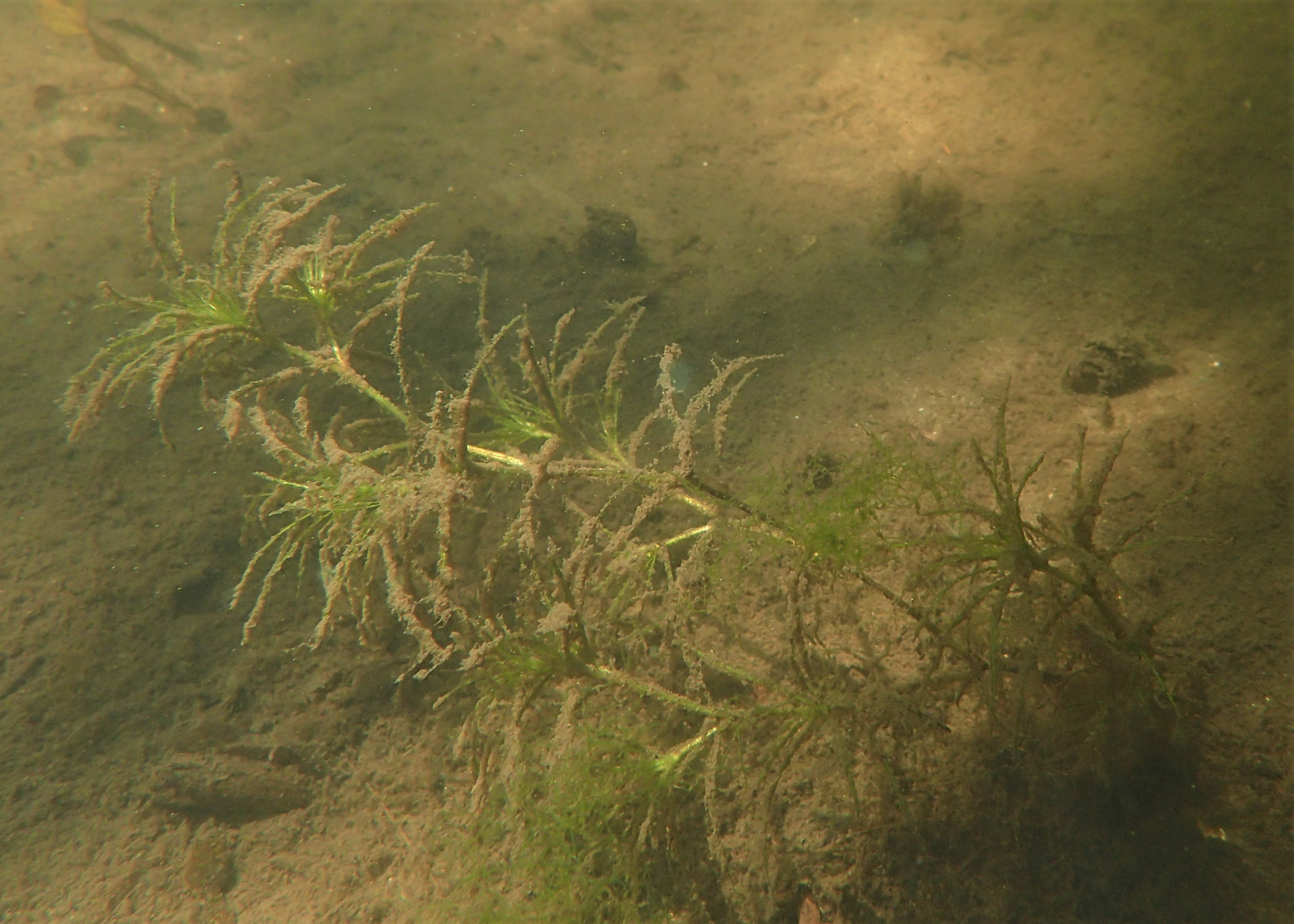
Pieds de Petites Naïades.

Elle habite les eaux stagnantes ou franchement lentiques, où elle pousse dans les endroits les plus calmes et les plus abrités. Elle est sensible à la pollution. Elle pousse jusqu'à une profondeur de quatre mètres et jusqu'à une altitude de 800 mètres.

## Utilisation
Cette plante est couramment utilisée dans les aquariums. Cependant, elle n'est pas très intéressante pour les aquariophiles, étant annuelle et très fragile.

## Plante invasive

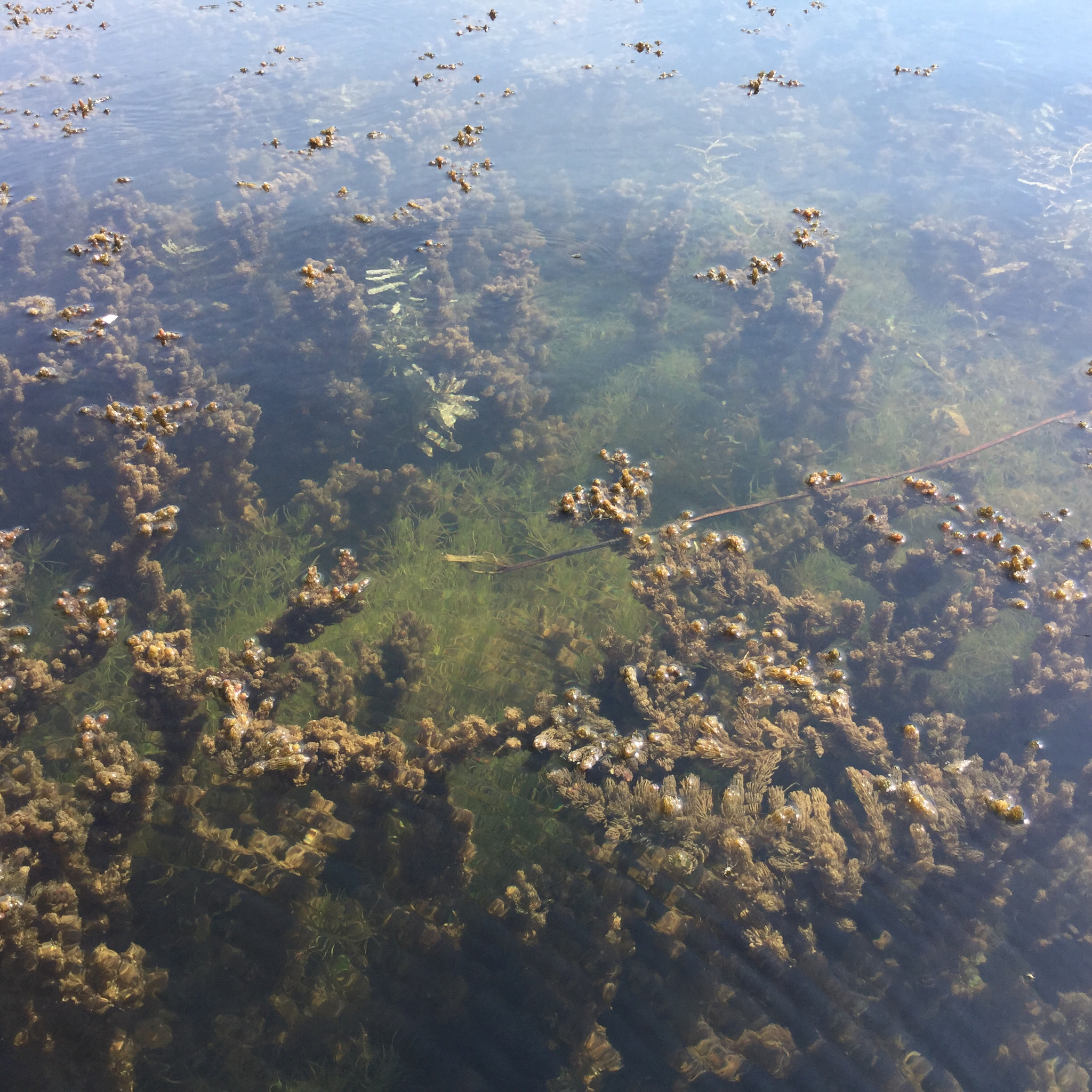
Najas minor avec Ceratophyllum sp. au Nimisila Reservoir, Green, Ohio, États-Unis.

La plante a été introduite à l'Est des États-Unis dans les années 1930 et est rapidement devenue invasive. Des populations se sont installées dans 26 états du pays.
Les circonstances d’introduction de cette espèce ne sont pas claires, mais l’on suspecte que du matériel contaminé par la naïade puisse en être à l’origine. Depuis son introduction au début des années 1930, la progression de la petite naïade a été rapide, notamment par la capacité de ses graines à se déplacer facilement au gré du courant et de ses tiges à se fragmenter pour prendre racine ailleurs. Les embarcations contaminées par des fragments de plantes ou des semences contribueraient aussi à sa progression.

### Conséquences
La petite naïade a tendance à envahir et monopoliser son habitat, au détriment des autres espèces indigènes, notamment des espèces de Najas locales.
Contrairement à certaines autres plantes aquatiques envahissantes, elle ne produit pas de longues tiges qui se propagent à la surface de l'eau ; elle pousse très densément sous la surface, produisant des pousses jusqu'à un mètre de long qui font de l'ombre aux autres plantes, et interfèrent avec les activités récréatives telles que la natation, la navigation de plaisance, la pêche et réduisent la valeur esthétique des eaux. 
On pense également que la plante induit des conditions défavorables à la reproduction des poissons. La petite naïade peut également réduire la capacité de décharge des canaux. Ses effets négatifs sont généralement amplifiés dans des eaux stagnantes et riches en nutriments.

### Mesures préventives
Najas minor est signalée comme nocive et est réglementé dans les états Alabama, Connecticut, Maine, Massachusetts, New Hampshire, Caroline du Sud, Washington. Il est illégal de posséder, d'importer, d'acheter, de vendre, de propager, de transporter ou d'introduire cette plante au Minnesota. N. minor a été inscrite sur une liste des espèces mises en quarantaine par le ministère de l'agriculture de Washington en 2000, et il est illégal d'en vendre, échanger ou transporter dans l'État de Washington. L'éducation et la surveillance de la population sont recommandées pour aider à empêcher son établissement.

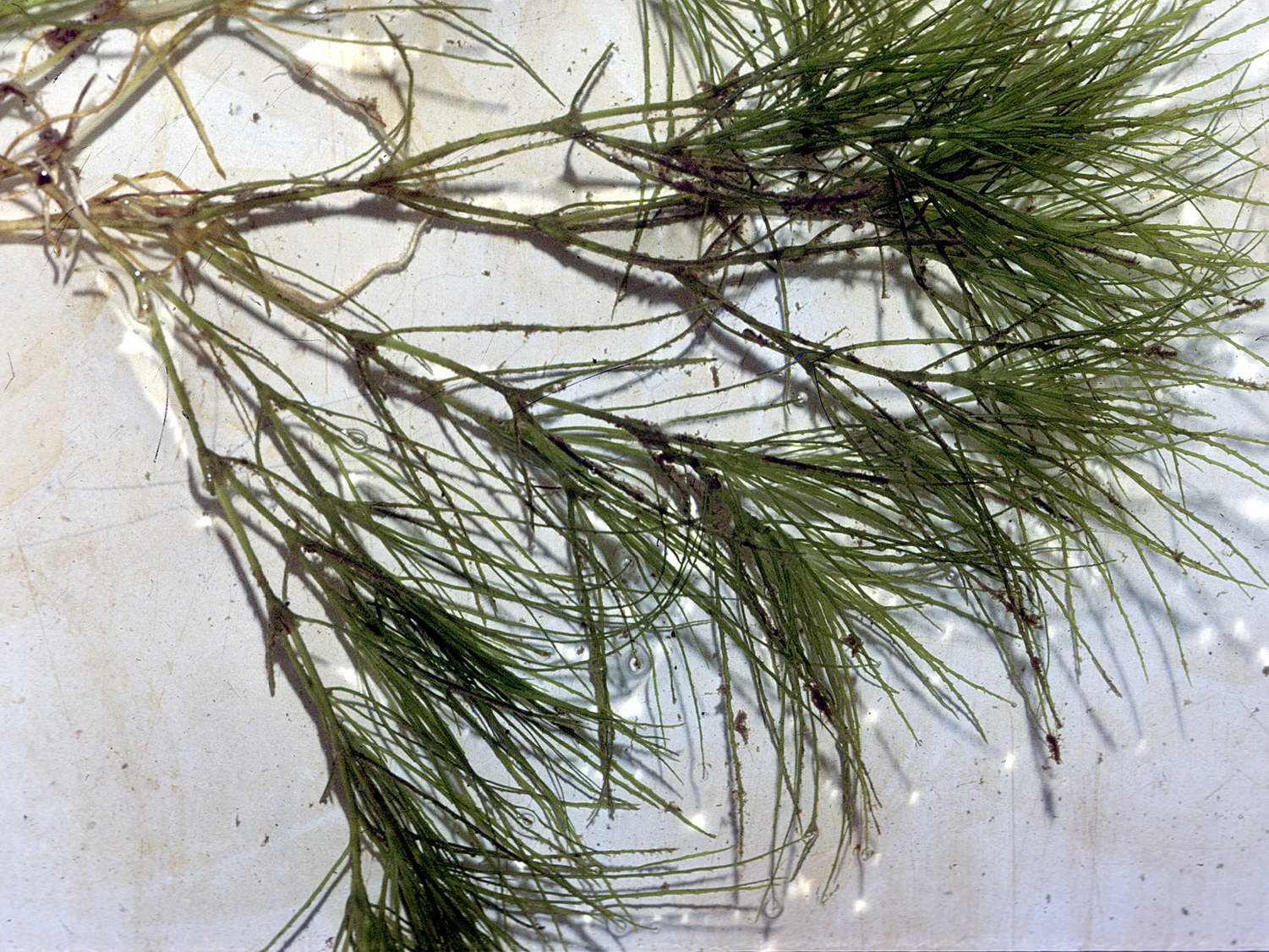
Appareil végétatif.

### Éradication

#### Chimique
Des traitements herbicides à petite échelle avec de l'endothall, du dipotassium et de l'endothall mono ont été effectués dans l'espoir de fournir un « soulagement des nuisances ». Cependant, il a été signalé que certaines espèces végétales non ciblées ont également été touchées.

#### Mécanique
L'utilisation de cueilleurs de plantes aquatiques, de grands bateaux qui coupent et enlèvent la végétation, a été recommandée comme moyen d'éliminer de grandes quantités de Najas minor. De même, les rotovateurs, essentiellement de grands rotoculteurs sous-marins qui éliminent les tissus des plantes aquatiques et les couronnes radiculaires, sont un autre contrôle mécanique recommandé. L'utilisation de coupeuses à main peut être efficace pour des populations plus petites.

#### Naturelle
La carpe herbivore ou Carpe de roseau (Ctenopharyngodon idella) est une autre mesure de contrôle largement utilisée et on sait qu'elle consomme facilement les petites naïades.

## État des populations indigènes
Bien que la petite naïade connaisse une prolifération assez mal venue en Amérique du Nord, ses populations ont tendance à régresser en France ; néanmoins, c'est une plante discrète, pratiquement jamais émergée, ce qui pourrait laisser supposer que ses populations sont sous-estimées. Elle reste menacée dans plusieurs régions françaises.

### Publications originales
- BONNIER G., réédition 1990. La grande flore en couleurs de Gaston Bonnier. France, Suisse, Belgique et pays voisins. 4 tomes. Éditions Belin, Paris. 1401 p.
- CORILLION R., 1982. Flore et végétation de la Vallée de la Loire (cours occidental : de l'Orléanais à l'estuaire). Tome 1 : Textes. Imprimerie JOUVE, Paris. 736 p.
- FERREZ Y., PROST J.-F., ANDRE M., CARTERON M., MILLET P., PIGUET A. et VADAM J.-C., 2001. Atlas des plantes rares ou protégées de Franche-Comté. Société d'horticulture du Doubs et des amis du Jardin botanique. Naturalia publications. 312 p.
- LAMBINON J., DELVOSALLE L., DUVIGNEAUD J., 1973, cinquième édition 2004. Nouvelle flore de la Belgique, du Grand-Duché du Luxembourg, du nord de la France et des régions voisines. Éditions du Patrimoine du Jardin botanique national de Belgique, Meise.
- NETIEN G., 1993. Flore Lyonnaise. Société Linéenne de Lyon. 623 p.